# Moncada (regény)
Moncada, Fidel Castro első csatája (Moncada, Premier combat de Fidel Castro) Robert Merle Goncourt-díjas francia író 1965-ben írt riportregénye. Az író, a történelmi tények pontos bemutatásával tárja elénk a kubai nép szabadságvágyát, a Movimiento mozgalom szerveződését és megerősödését, valamint a Moncada laktanya 1953. július 26-i ostromát, – a Fidel Castro vezette kubai forradalom első eseményét, – amely elbukott ugyan, de megingatta a Batista-rezsim megdönthetetlenségének mítoszát.
A történelmi paradoxon, hogy Kuba – az USA tőszomszédságában fekvő kis szigetország – elsőként tört ki a latin-amerikai országokat általánosan jellemző elmaradottságért felelős észak-amerikai uralom alól, felkeltette Merle írói kíváncsiságát. Tíz évvel Moncada után, a változást előidéző események és személyek nyomába eredt, és az írásos emlékek valamint 61 szemtanú elbeszélése nyomán rekonstruálta a forradalom „keletkezését”. Az anyaggyűjtés során Merle-t ámulatba ejtette, hogy e „többnyire szerény környezetből származó” emberek elfogulatlanul, „ékesszólóan és majdnem mindig humorral nyilatkoztak. Húszéves fejjel kockára tették az életüket, hogy hazájukat megszabadítsák a diktátortól, börtönben, száműzetésben éltek, vagy partizánharcokban vettek részt, míg győzött a forradalom, s akkor visszatértek egykori mesterségükhöz, senkitől semmit se kérve, és nem érezve hősnek magukat.”

## Cselekménye
|  | Alább a cselekmény részletei következnek! |

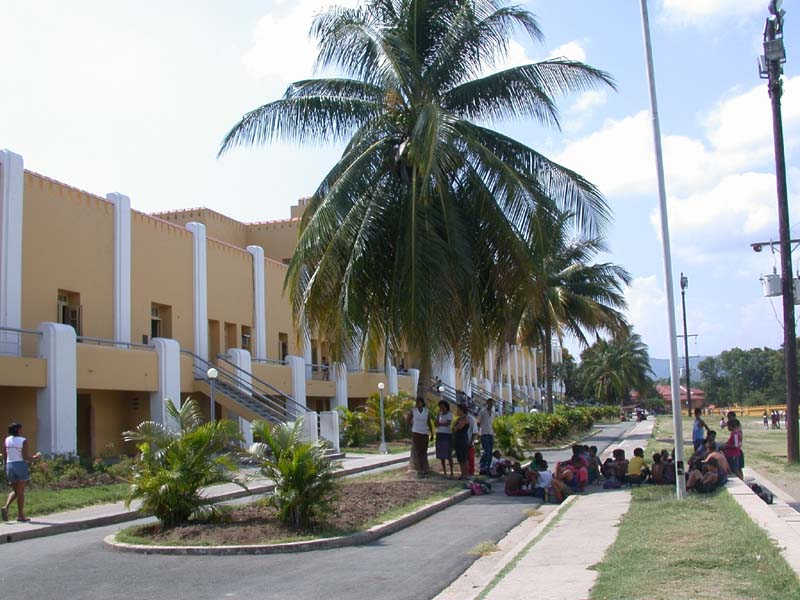
A Moncada laktanya 1960-1978 között iskolaként működött, ma múzeum található az épületben

A regény első része azt a történelmi alapproblémát mutatja be, hogy Latin-Amerika minden nemzete felfedezése óta folyamatosan szenved a reá nehezedő gyarmati uralomtól, a kizsákmányolástól és gazdasági leigázottságtól. „A földrajzi szomszédság úgy hozta magával, hogy” Latin-Amerika „népei, miután sok véráldozat árán megszabadultak az ibéri járomtól, az Amerikai Egyesült Államok gyámsága alá kerüljenek … Olyan országokban, amelyek gazdaságilag ennyire szorosan függenek egy hatalmas szomszédtól, a demokrácia csak külszín, a szabad választások látszólagosak. … Az állandó beavatkozás súlyosan torzító hatással van a politikai életre… lezülleszti, zavarossá és korrupttá teszi az államvezetést.” Merle ugyanezt a gondolatsort bemutatva végigvezeti az olvasót Kuba 1868 és 1952 közötti „vérzivataros történelmén”, megismerjük Fulgencio Batista személyét, húszéves politikai pályafutását és államcsínyét, amelynek szinte természetes végkifejlete egy új forradalom.
A huszonéves, ügyvédi tanulmányait befejező Fidel Castro-t mélységes elkeseredéssel tölti el, hogy az eddig kemény eszméket hangoztató Ortodox Párt, – amelynek tagja – 1952-ben Batista hatalomátvétele után meghátrál. Ellenállást szervez és megalapítja a Movimiento mozgalmat.
A hatalom (a katonai hírszerzés, a Servicio Inteligencia Militar, röviden SIM) besúgói elől bujkálva szerveződő mozgalom 1953-ra 150 tagot számlál. Fidel a mozgalom néhány vezetőjével kidolgozza a Tervet, amely szerint a nemzet méltóságáért vívott fegyveres harcot a három napos karnevál második napjára virradó hajnalon, július 26-án kezdik és meglepetésszerű támadásukkal elfoglalják a Moncada kaszárnyát – a diktatúra rettegett bástyáját. Arra számítanak, hogy – a sikeres támadás után – a Havannánál határozottabban diktatúraellenes Santiago civil lakossága tömegesen csatlakozik a felkeléshez, az önkénteseket a laktanya elfoglalása során zsákmányolt katonai eszközökkel felfegyverezik, és együtt megkezdik a vidék felszabadítását.
A könyv a lelkes forradalmárok szemével láttatja az 1953. július 26-án 5 óra 15 perckor kezdődő eseményeket. Ám még ők, a túlélők sem képesek tagadni ifjonti naivságukat, a tapasztalatlanságukból eredő hibákat és azt a zűrzavart, fejetlenséget ami a maroknyi elszánt, de katonailag teljesen képzetlen felkelő tetteit jellemezte. A laktanya elleni támadási szándékuk szinte azonnal lelepleződött; a kezdeményezés kicsúszott a felkelők kezéből, a harc szétmorzsolódott és a forradalom néhány órás lövöldözésbe fulladt. A csoport egyharmada meghalt: akiket ott a helyszínen elfogtak némi kínzás és kihallgatás után még aznap agyonlőttek vagy agyonvertek. A többiek elbujdostak a véres leszámolás elől, vagy partizánharcba kezdtek.
A forradalom második szakasza Castro letartóztatása napján vette kezdetét. Ám a fennálló rendszer már a széthullás jeleit mutatta azzal, hogy Fidel önmaga védője lehetett, és pere egész ideje alatt rádióinterjúkban fejthette ki nézeteit a mozgalom céljairól, a Moncada megtámadásának okairól.
|  | Itt a vége a cselekmény részletezésének! |

## Magyarul
- Moncada. Fidel Castro első csatája; ford. Dankó Éva; Európa, Bp., 1967

## Külső hivatkozások
- Az Európa Könyvkiadó ajánlása
- Könyvelő ismertetője a regényről